# Beal
Beal is een civil parish in het bestuurlijke gebied Selby, in het Engelse graafschap North Yorkshire met 738 inwoners.